# Zablaće (Čačak)
Pour les articles homonymes, voir Zablaće.
Zablaće (en serbe cyrillique : Заблаће) est une localité de Serbie située sur le territoire de la ville de Čačak, district de Moravica. Au recensement de 2011, elle comptait 1 169 habitants.
Zablaće est officiellement classé parmi les villages de Serbie.

## Démographie

### Évolution historique de la population
| 1948  | 1953  | 1961  | 1971  | 1981  | 1991  | 2002  | 2011  |
| ----- | ----- | ----- | ----- | ----- | ----- | ----- | ----- |
| 1 010 | 1 037 | 1 052 | 1 081 | 1 251 | 1 276 | 1 226 | 1 169 |

|  |

## Personnalité
Le poète Vladislav Petković Dis (1880-1917) est né dans le village.